# Maria Biller
Maria Biller, geborene Maria Nagy (* vor 1950; † 2012) war eine deutsch-ungarische Basketballspielerin.

## Leben
Mit der Nationalmannschaft ihres Geburtsland Ungarn gewann Nagy 1950 und 1956 jeweils Silber bei den Europameisterschaften, bei der EM 1952 in der Sowjetunion war sie mit 15,8 Punkten pro Begegnung zweitbeste ungarische Korbschützin und erreichte mit der Auswahl den dritten Platz. Sie kam auf insgesamt 57 Länderspiele für Ungarn, ab 1957 spielte sie auf Vereinsebene für den Heidelberger TV in Deutschland und gewann 1957/58 mit dem HTV gleich die deutsche Meisterschaft. Sie wurde zu diesem Zeitpunkt als „die beste ausländische Kraft, die je in einer deutschen Vereinsmannschaft gespielt hat“ bezeichnet. Auch im Spieljahr 1958/59 gewann Nagy, die nach ihrer Hochzeit mit Gerhard Biller nun Maria Biller hieß, mit dem HTV den deutschen Meistertitel. In der Saison 1959/60 wurde der Erfolg wiederholt, Biller errang abermals die deutsche Meisterschaft mit Heidelberg. Die gebürtige Ungarin, die nach ihrer Hochzeit die deutsche Staatsbürgerschaft annahm, war zudem Trainerin der Herrenmannschaft des Heidelberger TV. Ihr 1967 geborener Sohn Matthias spielte für den USC Heidelberg in der 2. Basketball-Bundesliga.